# Pseudocoraebus
Pseudocoraebus es un género de escarabajos de la familia Buprestidae.

## Especies
- Pseudocoraebus mocquerysi Thery, 1905
- Pseudocoraebus strandi Obenberger, 1931